# Nadine Heredia
Nadine Heredia Alarcón de Humala (Lima, 25 maggio 1976) è una politica peruviana.

## Biografia
Nadine è una discendente da una famiglia ayacuchana, della provincia di Páucar del Sara Sara. È figlia di Ángel Heredia Palomino, e di sua moglie, Antonia Alarcón Cubas.
Studiò scienze della comunicazione presso l'Università di Lima e sociologia presso la Pontificia Università Cattolica del Perù. Proseguì i suoi studi in sociologia presso l'Università della Sorbona, dove si iscrisse a scienze politiche.

## Matrimonio
Nel 1996 conobbe l'allora ufficiale dell'esercito Ollanta Humala. In seguito si sposarono e hanno tre figli: Ilariy, Nayra e Samin. La madre di Ollanta è la cugina di Nadine.

## Carriera
Ha cofondato con il marito il PNP (Partito Nazionalista Peruviano). Da parte sua, si occupa della sezione giovanile del partito ed era delegata per le relazioni esterne.
Con l'elezione del marito alla carica di Presidente della Repubblica nel 2011, Nadine è diventata la First Lady del Perù. Mantenne una forte influenza su suo marito, ed è rappresentata con la caricatura dalla stampa come il "co-presidente" della Repubblica.
Alcuni analisti gli conferiscono un destino politico presidenziale per le elezioni del 2016, anche se al momento la legge peruviana vieta al coniuge di un presidente in carica di candidarsi.